# 东四牌樓

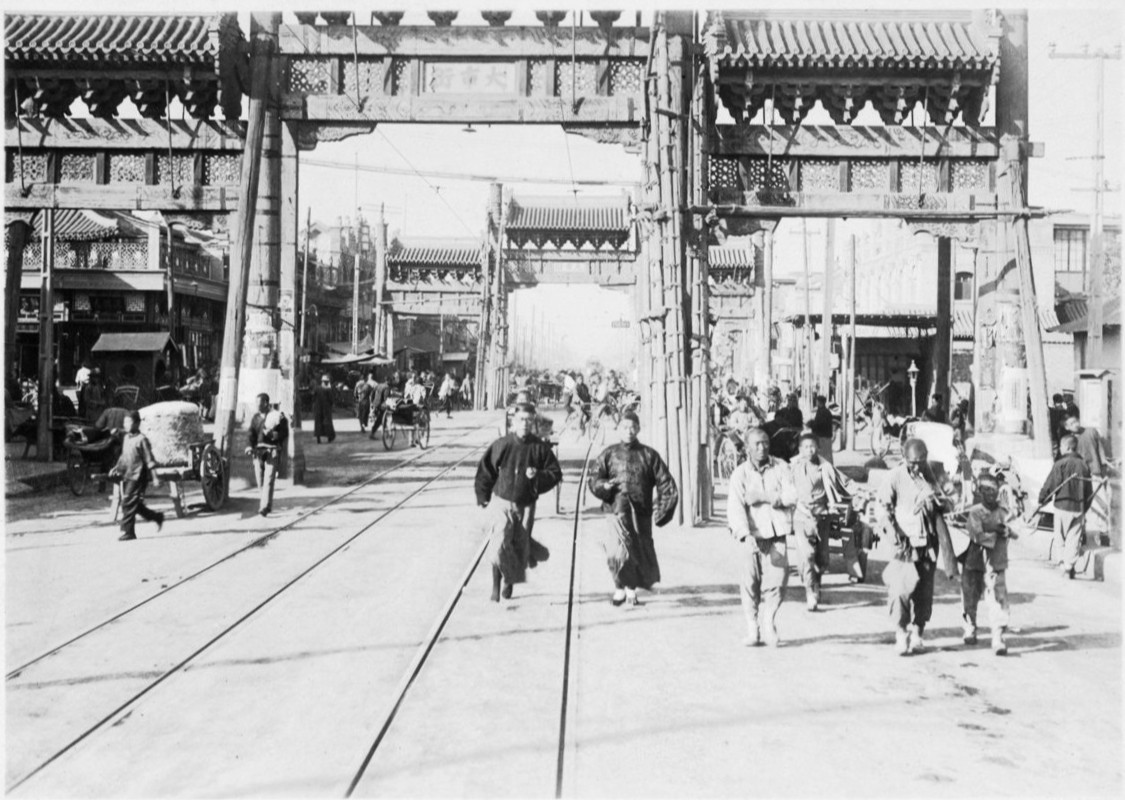
1925年已铺设电车轨道的东四路口，正前方是南北的“大市街”牌楼

东四牌楼，简称东四，是北京市东城区东四南北大街、朝阳门内大街、东四西大街所形成的十字路口附近地区的称呼，名字来源于古代建立于该路口的四座牌楼。东四牌楼位于皇城以东，与皇城以西的西四牌楼对称。是旧时北京城的交通要道，周边商业繁荣。:174
牌楼于1955年拆除后，地名沿用，现有东四街道。

## 历史

### 古代
元朝东四地区隶属寅宾坊和穆清坊，东四十字路口称为十字街，位于文明门大街和齐化门街交会处。:52明永乐年间遷都后，朝廷为发展工商，于永乐十八年（1420年）在東安門和西安门外元大都原有市场的基础上各建四牌楼，位于东侧十字路口建立的四座牌楼称为东四牌楼，有时也称四牌楼，后来成为附近地区的泛称。:73东四牌楼西南为明照坊，西北为仁寿坊，东为思城坊。:6-9清朝划分八旗驻地后，牌楼以北属正白旗，以南属鑲白旗。康熙三十八年（1699年），牌楼毁于大火，后参照原样重修。:174

### 近代
光绪二十六年（1900年）在八国联军入侵中，东四一带的商店以及四大恒金店全部被抢，东四牌楼一带划分日本管辖。:4111912年，在壬子兵變中，一支叛乱部队自朝阳门入，抢掠后便开始自东安市场縱火，东牌楼、北牌楼被烧毁，后重修。1923年5月，为发展北京市交通，筹备北京有轨电车线路，大市街修筑路基、铺设电车轨道工程开工。:251924年10月，中華民國內務部勘估后发现南北牌楼有倒塌的风险，加之电车公司要求拆除以便利交通，内务部意图拆除南北牌楼，但因附近商家反对，未实行。1926年1月，市政工所拆除北牌楼，实则是为变卖木材换取经费。在舆论压力下，卫戍司令部责令停止其他牌楼的拆除计划，只在原有基础上修复油饰。1927年6月16日，由财政部拨款，德山木厂承做，恢复北牌楼，并对其他三座牌楼进行全面整修。1928年6月，东四地区归属内三区。:1571927年至1929年间，电车公司多次要求拆除牌楼，均未批准。直至1930年，市政工所督办沈瑞麟上书张作霖，最终决定将牌楼进行拆卸并原地重建。1934年5月，牌楼改造工程开工，当年底竣工。:221935年修缮牌楼木质部分，并于1936年底竣工。

### 现代

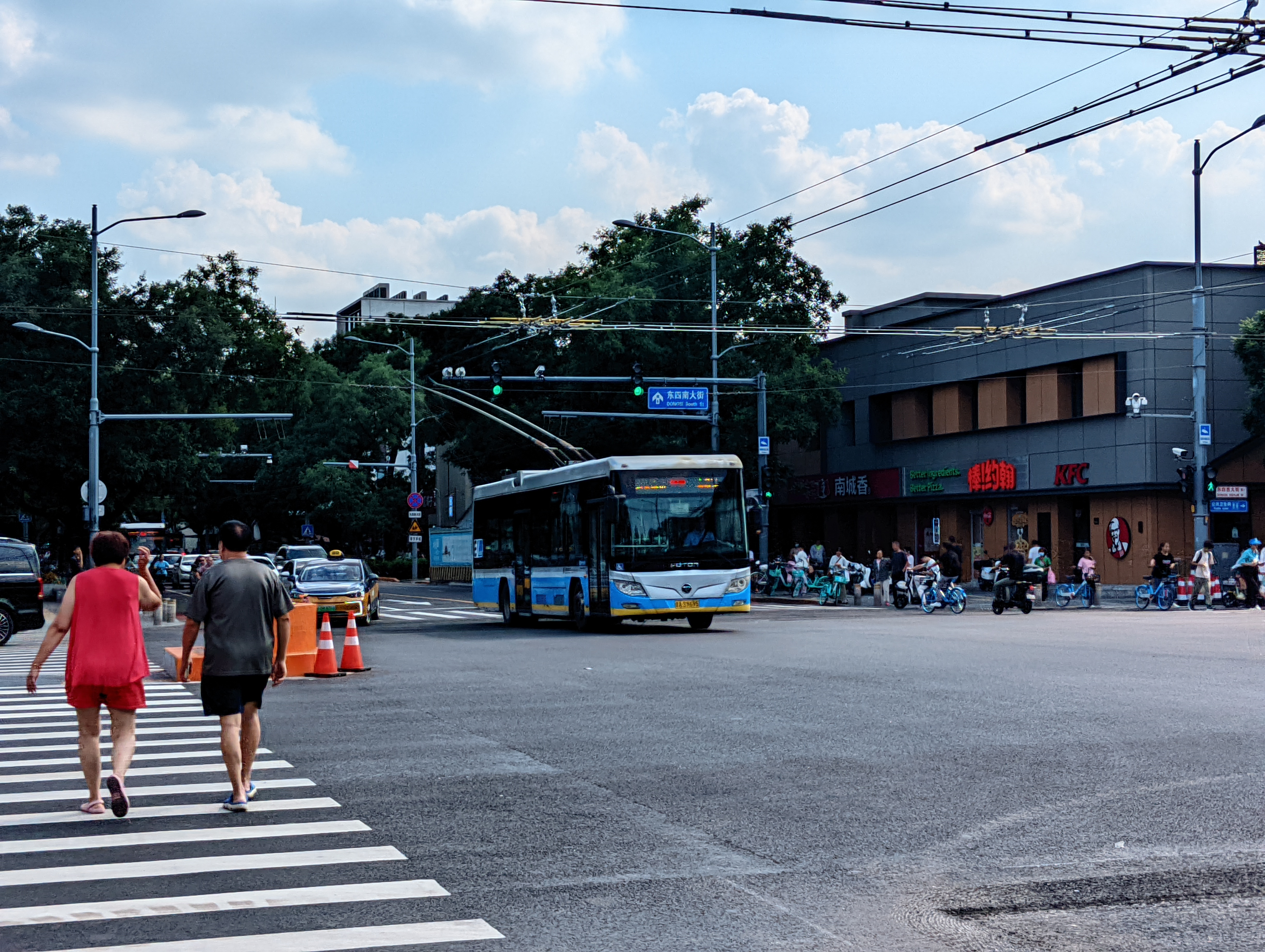
现代的东四十字路口，前方是东四南大街

1952年，东四地区分属宝玉、东水车、辛寺三个街道，隶属东四区。:1574月10日，牌楼因楼顶瓦面多处松动，进行维修，瓦面清理修补、保洁维护。:1411954年12月3日，东四区人民政府召开座談會，向七位协商委员征求拆除东四牌楼的意见，六人同意拆除，一人弃权。12月11日，东四牌楼正式批准拆除，21日开工。1955年1月14日竣工，八块匾額拆下保存，后沿用“东四”地名。:290-2941958年9月合并三个街道，成立东四街道。:1571959年3月9日晚，北京有轨电车大部分线路停驶，剩余有轨电车轨道拆除。:281960年东四街道改称东四人民公社，1968年称东四街道革命委员会，1990年10月正式称东四街道办事处。:1571999年8月6日，东四三条至八条被列入北京历史文化保护区第一批名单。2012年，东四南大街被列入北京历史文化保护区第三批名单。

## 牌楼
东四牌楼是街牌楼，四座牌楼分别位于东四十字路口的东、西、南、北，形制完全相同。均为四柱三间三楼冲天式，木质结构，瓦面为绿色琉璃瓦，朱红漆柱，每柱置两根戗柱。牌楼上绘蟠龙，楼顶为灰筒瓦悬山顶，正脊两端和垂脊顶端置吻兽，上端有琉璃云冠。主楼额枋上置六攒五彩单翘单昂斗栱， 次楼为五攒五彩单翘单昂斗栱，双额枋间为木雕镂空花板，下方置一对木雕雀替。牌楼中间二柱两侧及两边柱内侧置抱框。每个楼的两侧檐檩上挂有一对铁挺钩，铁挺钩的下端分别挂在上道枋和下道枋的外侧。:67:201牌楼高约9米，明间净跨度6.41米，次间净跨度5.15米，总宽度14.4米。夹杆石高1.02米，宽1.03米。
明间龙门枋和额枋之间有一块白石匾额，两面刻字，石匾两边有木雕镂空花板。东牌楼刻“履仁”，西牌楼刻“行义”，南北牌楼均刻“大市街”，相传为明朝书法家姜立纲所书，1699年重建后改为满汉双文。东牌楼叫“思诚坊”，西牌楼叫“明照坊”，南牌楼叫“仁寿坊”，北牌楼叫“保大坊”。
1934年，重建牌楼，为适应交通要求，将牌楼增宽，四根立柱和六道横枋采用钢筋混凝土结构。拆除戗杆，缺损部分照原样补齐。重建后牌楼高约13米，明间净跨度7.24米，次间净跨度5.8米，总宽度18.84米，边柱高7.36米，夹杆石高2.04米。:681935年因牌楼木质结构已大多腐蚀，戗木等多处剥落，勾头、滴水瓦、吻兽、云罐等部件略有缺损，夹杆石已沉入地下许多。将木质部件重新修补，整理瓦片，外表刷漆，并使用墨线小点金。

## 胡同

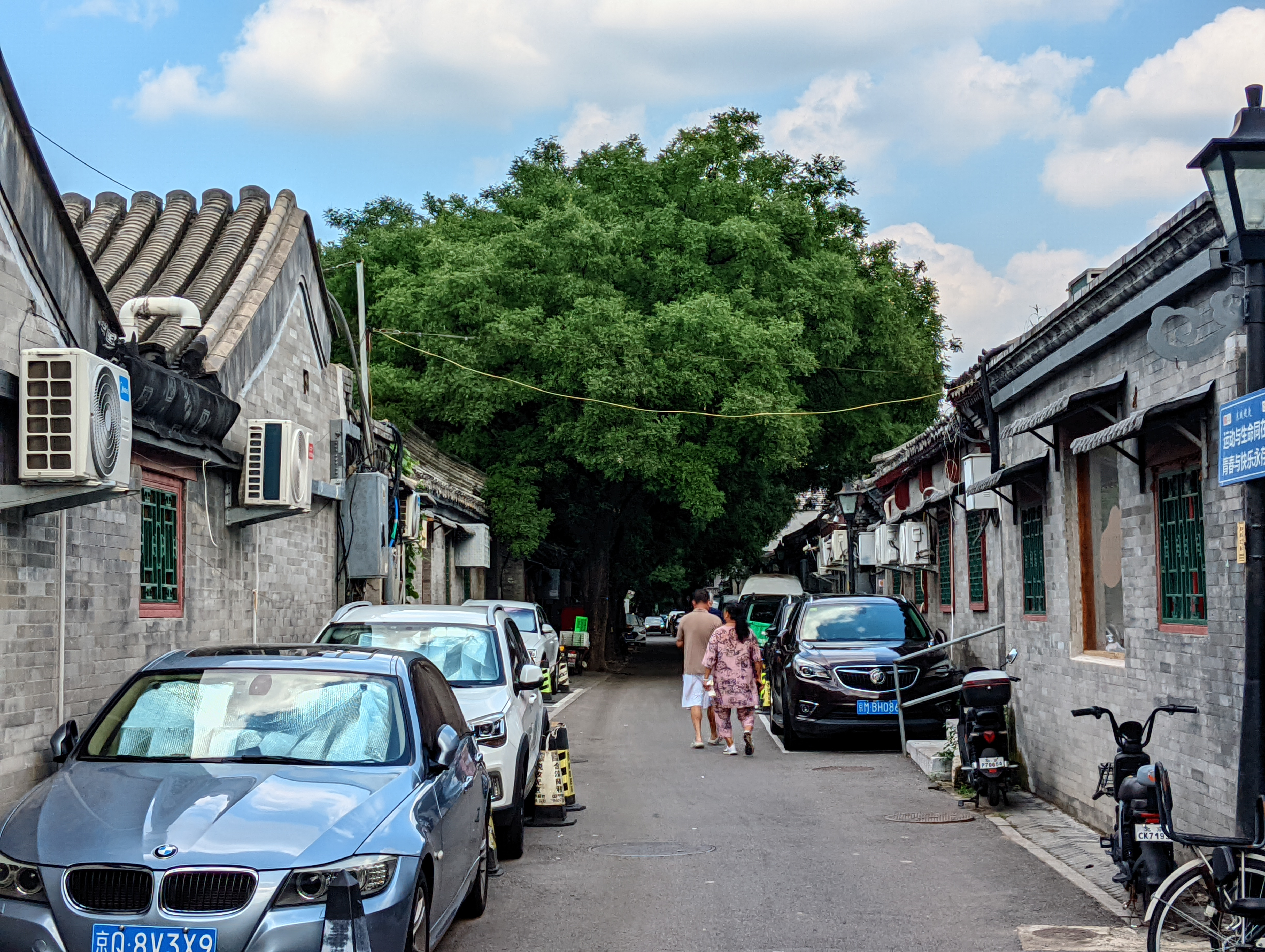
东四三条

东四区域内有胡同45条，在元大都时严格按照《析津志》所载的“大街二十四步阔，小街十二步阔。”标准建造，相较明清时期的胡同更为宽阔，四合院排列整齐。:50其中包括东四头条至东四十四条（其中东四十条已被改造为大道）、豆瓣胡同、铁营胡同、烧酒胡同、月光胡同、南板桥胡同等。:419
其中东四六条63号、65号是清光绪年间大学士崇礼之宅，四合院占地6000平方米，保存良好。阎锡山曾住东四七条，东四八条71号是叶圣陶故居，东四六条55号是沙千里故居，川岛芳子曾住东四九条67号，徐世昌曾住铁营胡同。
东四胡同博物馆位于东四四条77号，占地面积1023平方米，主体建筑是一个三进四合院，于1940年左右建成，博物馆则于2018年10月开放。设有东四印象、印象瓦舍、文化探访等5个展区。

## 古迹

### 隆福寺
隆福寺建于明景泰三年（1452年），位于今隆福寺二期商圈，是朝廷香火院，气势宏伟。建筑为两进十间，五层大寺院。雍正九年（1731年）重修后，规模更加宏大。此外明清在隆福寺常有廟會，与护国寺并称东西两大庙会。光绪二十七年（1901年）大火烧毁后未重建，现已不存。:154

### 孚王府
孚王府是全国重点文物保护单位，占地面积约44000平方米，位于朝阳门内大街137号。原为怡亲王允祥府，建于雍正八年（1730年），同治三年（1864年）将此府转赐孚郡王奕𬤝，后改称孚王府。中华人民共和国成立后由中国科学院下属单位占用。府内中轴线上的主要殿庑保存完整，东西路院因添建房屋大多已被破坏。 :162-163

### 东四清真寺
东四清真寺是北京市文物保护单位，占地面积约4000平方米，位于东四南大街13号。始建于明朝，年份说法不一，东四清真寺是北京规模较大，较古老的清真寺。东四清真寺坐西朝东，大门三间、灰筒瓦硬山顶，于1974年整修。该寺现为北京市伊斯兰教协会驻地，穆斯林礼拜处。:306

### 南新仓
南新仓是全国重点文物保护单位，位于东四十条22号。南新仓是明清两代的贮粮仓库，于明永乐七年（1409年）在元朝北太仓的基础上建成，明正统三年(1438年)重修，民国时曾改作军火库。 :296

### 宝泉局东作厂
宝泉局是清朝负责钱币铸造的机构，属于户部，下设四个铸币厂，其中东作厂位于东四四条。:166

## 经济
东四牌楼一带自元朝以来便商业气氛浓厚、十分繁华。元大都时期，东四牌楼西南叫做旧枢密院角市，是皇城采购物品的市场，有不少店铺，交易频繁，是元大都三大商业中心之一。:52到明初，因什刹海堵塞，已不能通船。南方货物大多运至通州码头后装车转由陆路运输入京，其中多经过朝阳门，由于东四牌楼是朝阳门内第一个十字路口，因此成为进京货物的集散中心。加之迁都北京后在修盖许多铺房，东四成为了东城繁荣的的商业中心。东四南大街，有朝廷的六家皇店，南边的灯市口，还会一年举办一次盛大的灯会。:72-73

### 隆福寺庙会
从清朝中期开始，隆福寺每月逢九、十有庙市，被誉为“诸市之冠”，俗称“东庙”。隆福寺庙会的范围包括庙内三条摊路，每路分若干层，庙前神路街以及猪市大街。商品种类繁多，包括但不限于日用杂货、各种鸟兽、小吃、茶铺、书铺，还有各种技术工揽活。附近有福全馆饭庄、隆盛饭铺、白魁饭庄等老字号，现仅存白魁饭庄。:719:91-92

### 四大恒
四大恒是清朝时北京金融市场地位较高的四座钱庄的简称，分别为恒兴号、恒和号、恒利号、恒源号。其中恒源号在东四牌楼东侧，其余三家在东四南北大街，均创立于乾隆、嘉庆年间。因其经营稳定、资金雄厚，官员、富商一般都来此存款，所以当时市场上流通的銀票大多为四大恒所发行。:88-89直到1900年八国联军入侵，四大恒被抢劫一空，最终倒闭。:411

### 现代
1951年，政府在隆福寺基础上建设东四人民市场，取缔了原隆福寺庙会。 之后又建设了朝内菜市场、东安市场等现代建筑。:586

## 交通

### 道路
南北街名为大市街，清朝改称东大市街，俗称东四牌楼南、北大街。1947年正式改称东四北大街、南大街；:95，225东接朝阳门内大街，西接东四西大街。

### 有轨电车

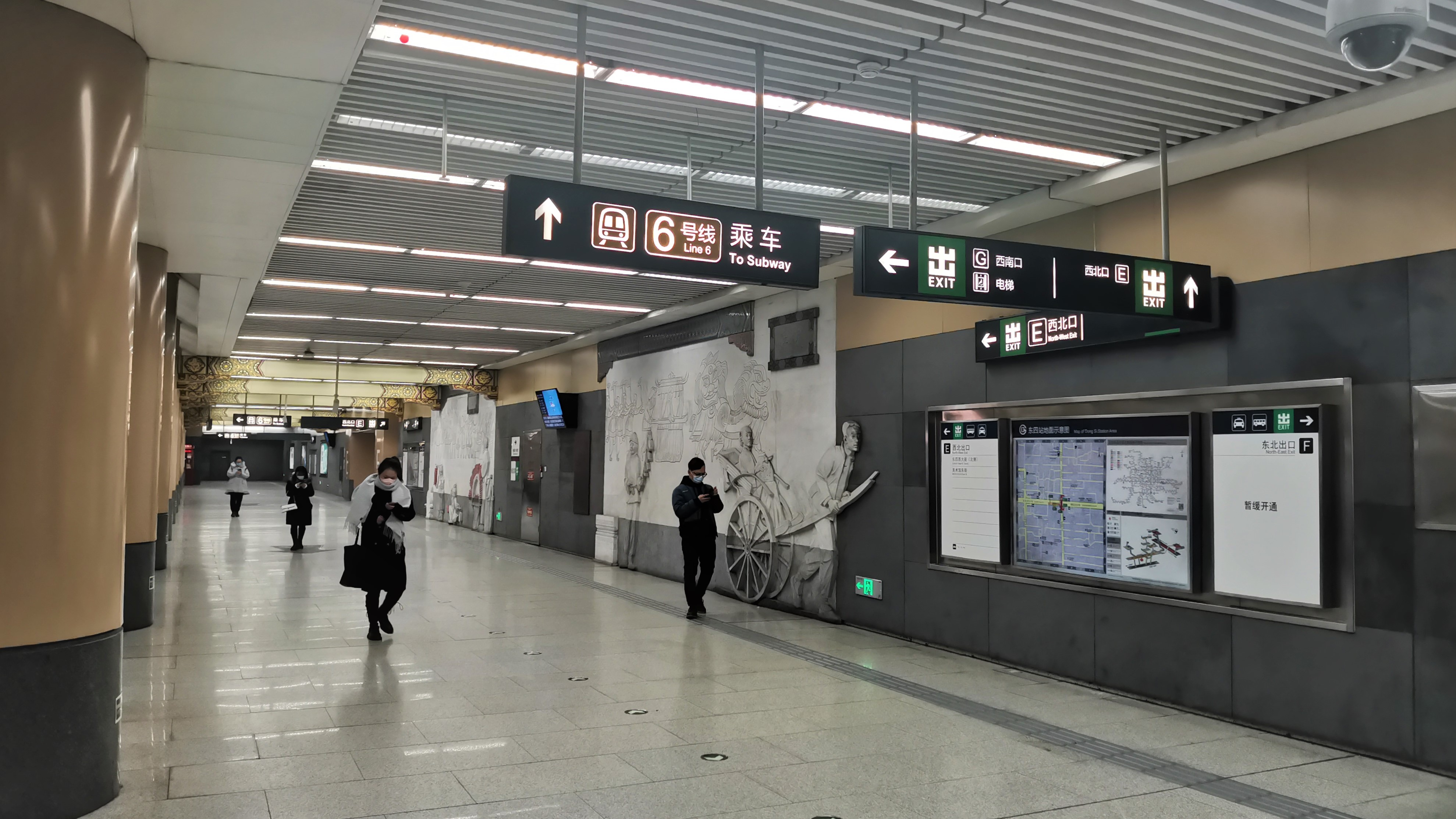
北京地铁6号线东四站以东四牌楼为主题的浮雕壁画

1924年12月20日，北京有轨电车第二路（黄牌）开通运行，经过东四牌楼。1959年11月11日停驶。
1925年1月23日，第三路（蓝牌）开通运行，自东四牌楼始发。1959年3月10日停驶。
1956年，第四路（白牌）恢复行驶后，更改路线经过东四牌楼。1959年3月10日停驶。
1956年，第五路（绿牌）恢复行驶后，更改路线经过东四牌楼，1957年恢复原线。1958年再次更改路线经过东四牌楼。1959年11月11日，更改路线不经过东四牌楼。
1950年3月16日，环形路（白牌）开通运行，经过东四牌楼，1959年3月10日停驶。:39-43

### 地铁
东四站： █ 5号线、 █ 6号线

## 注解
1. ↑  牌楼由四根立柱支撑，建有三个门洞，上方有斗栱和檐顶，并且立柱高于楼顶
2. ↑  元朝1步约为1.5米。据此估算大街宽度约为37.5米，小街宽度约为18米